# Иньоль
Иньо́ль (фр. Ignol) — коммуна во Франции, находится в регионе Центр. Департамент — Шер. Входит в состав кантона Неронд. Округ коммуны — Сент-Аман-Монтрон.
Код INSEE коммуны — 18113.
Коммуна расположена приблизительно в 220 км к югу от Парижа, в 130 км юго-восточнее Орлеана, в 37 км к востоку от Буржа.

## Население
Население коммуны на 2008 год составляло 155 человек.
| 1962 | 1968 | 1975 | 1982 | 1990 | 1999 | 2008 |
| ---- | ---- | ---- | ---- | ---- | ---- | ---- |
| 227  | 240  | 198  | 179  | 169  | 178  | 155  |

## Экономика
В 2007 году среди 101 человека в трудоспособном возрасте (15-64 лет) 67 были экономически активными, 34 — неактивными (показатель активности — 66,3 %, в 1999 году было 69,1 %). Из 67 активных работали 62 человека (36 мужчин и 26 женщин), безработных было 5 (1 мужчина и 4 женщины). Среди 34 неактивных 6 человек были учениками или студентами, 15 — пенсионерами, 13 были неактивными по другим причинам.

## Достопримечательности
- Церковь Сен-Жюльен (XIV век)
- Замок Марси (XV век)